# Marechal da Iugoslávia
Marechal da Iugoslávia (Servo-croata: Maršal Jugoslavije / Маршал Југославије; em esloveno:  Maršal Jugoslavije; em macedônio/macedónio:  Маршал на Југославија) era o posto mais alto do Exército Popular Iugoslavo (Marechal, equivalente a marechal de campo) e, simultaneamente, um título honorífico iugoslavo.

## História
A única pessoa a ocupar o posto de "Marechal da Iugoslávia" foi Josip Broz Tito, com o termo "Marechal" tornando-se sinônimo de seu nome na Iugoslávia. Ele o recebeu na segunda sessão do AVNOJ na cidade bósnia de Jajce, em 29 de novembro de 1943, e o manteve até sua morte, em 4 de maio de 1980.  Compreendendo os efeitos de propaganda que os uniformes tinham sobre a população em geral, Tito tinha mais de 70 uniformes diferentes de marechal.  

## Galeria

Insígnia de Marechal da Iugoslávia da Guerra de Libertação Nacional, usada de 1943 a 1946.
Insígnia de Marechal da Iugoslávia da Força Aérea, usada de 1945 a 1980.
Insígnia de Marechal da Iugoslávia da Marinha, usada de 1945 a 1953. A insígnia foi abolida em 1953.